# WR 93b
WR 93b är en ensam stjärna i den mellersta  delen av stjärnbilden Skorpionen belägen nära NGC 6357 i Vintergatan i Skorpionens svans. Den har en skenbar magnitud av ca 15,2 och kräver ett kraftfullt teleskop för att kunna observeras. Baserat på parallax enligt Gaia Data Release 3 på ca 0,43 mas, beräknas den befinna sig på ett avstånd på ca 7 600 ljusår (ca 2 300 parsek) från solen.

## Observation
WR 93b är en Wolf-Rayet-stjärna och en extremt sällsynt stjärna i WO-syreserien. Den upptäcktes 2003 inom AAO/UKST Southern Galactic Plane Hα Survey under en studie av emissionslinjestjärnor. Den publicerades som den fjärde galaktiska WO-klasstjärnan 1994. Detta var dock för sent för att inkludera den i 7:e Wolf Rayet-katalogen, men den är listat i en bilaga publicerad 2006.
WR 93b ligger i riktning mot Vintergatans galaktiska centrum och tros vara en del av spiralarmen Scutum-Crux. Den är mycket rodnad och interstellär fördunkling gör att den är 6,5 magnituder svagare vid visuella våglängder än vad den annars skulle vara.

## Egenskaper

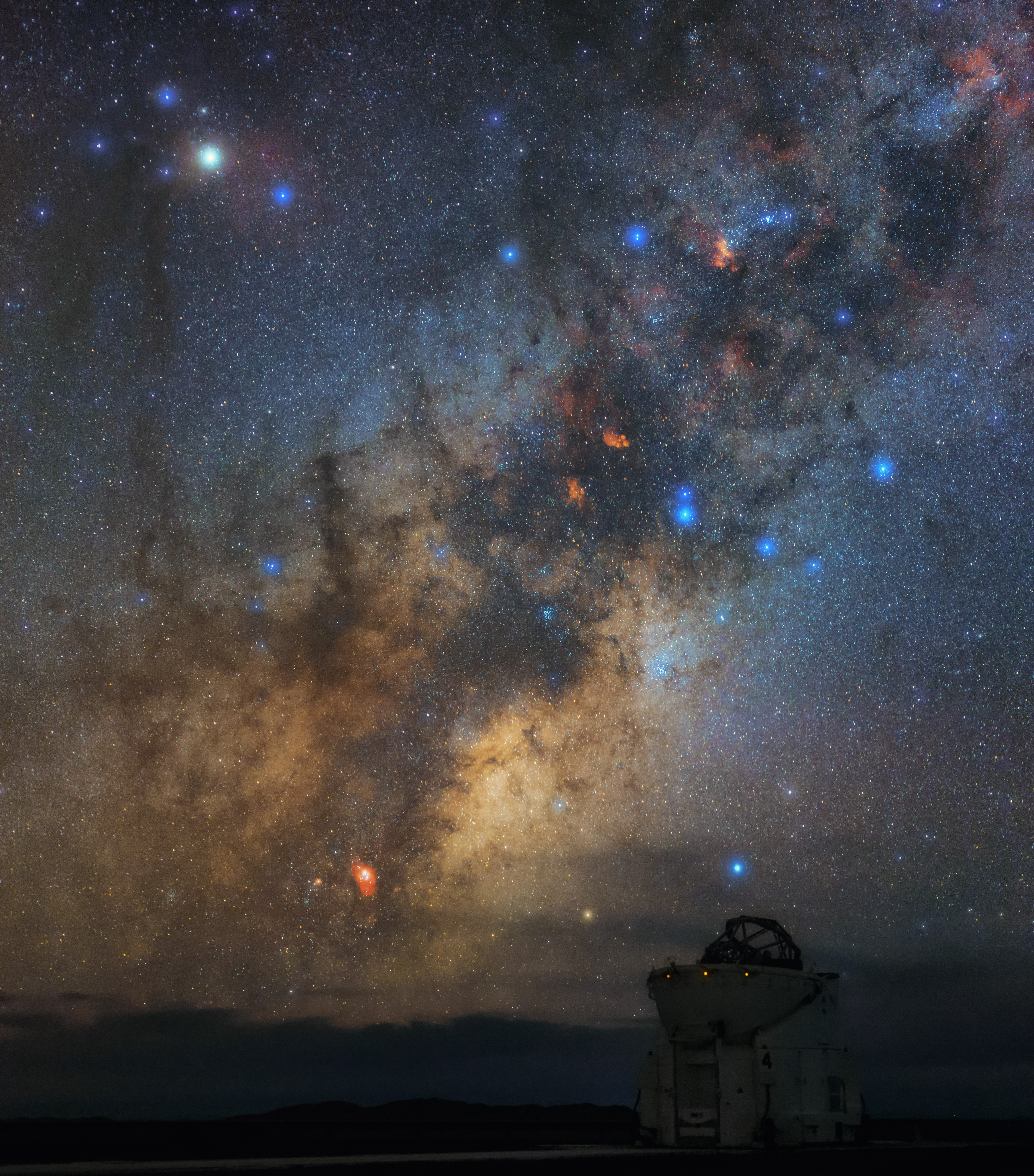
Placering av WR 93b (inringad i rött). Scorpius sträcker sig från bildens topp från Antares längst upp till vänster till slutet av svansen till höger.

WR 93b, med spektralklass WO3, är en av de mycket få kända Wolf-Rayet-stjärnorna i syreserien, bara fyra i Vintergatan och sex i yttre galaxer. Modeller av dess atmosfär ger en ljusstyrka runt 110 000 gånger solens, mycket låg för en Wolf-Rayet-stjärna. Den är en mycket liten tät stjärna, med en radie mindre än hälften av solens men med en massa på nästan 10 solmassor. Mycket starka stjärnvindar, med en sluthastighet på 5 000 kilometer per sekund, gör att WR 93b tappar 10−5 solmassa per år. Som jämförelse förlorar solen (2-3) x 10−14 solmassor per år på grund av dess solvind, flera hundra miljoner gånger mindre än WR 93b.
WO Wolf-Rayet-stjärnor är det sista utvecklingsstadiet av de mest massiva stjärnorna innan de exploderar som en supernova, möjligen med en gammastrålning. Det är mycket troligt att WR 93b är inne på dess sista stadier av kärnfusion, nära eller bortom slutet av heliumförbränningen. Det har beräknats att den kommer att explodera som en supernova inom 8 000 år.